# Zbocze Kruszyńskie

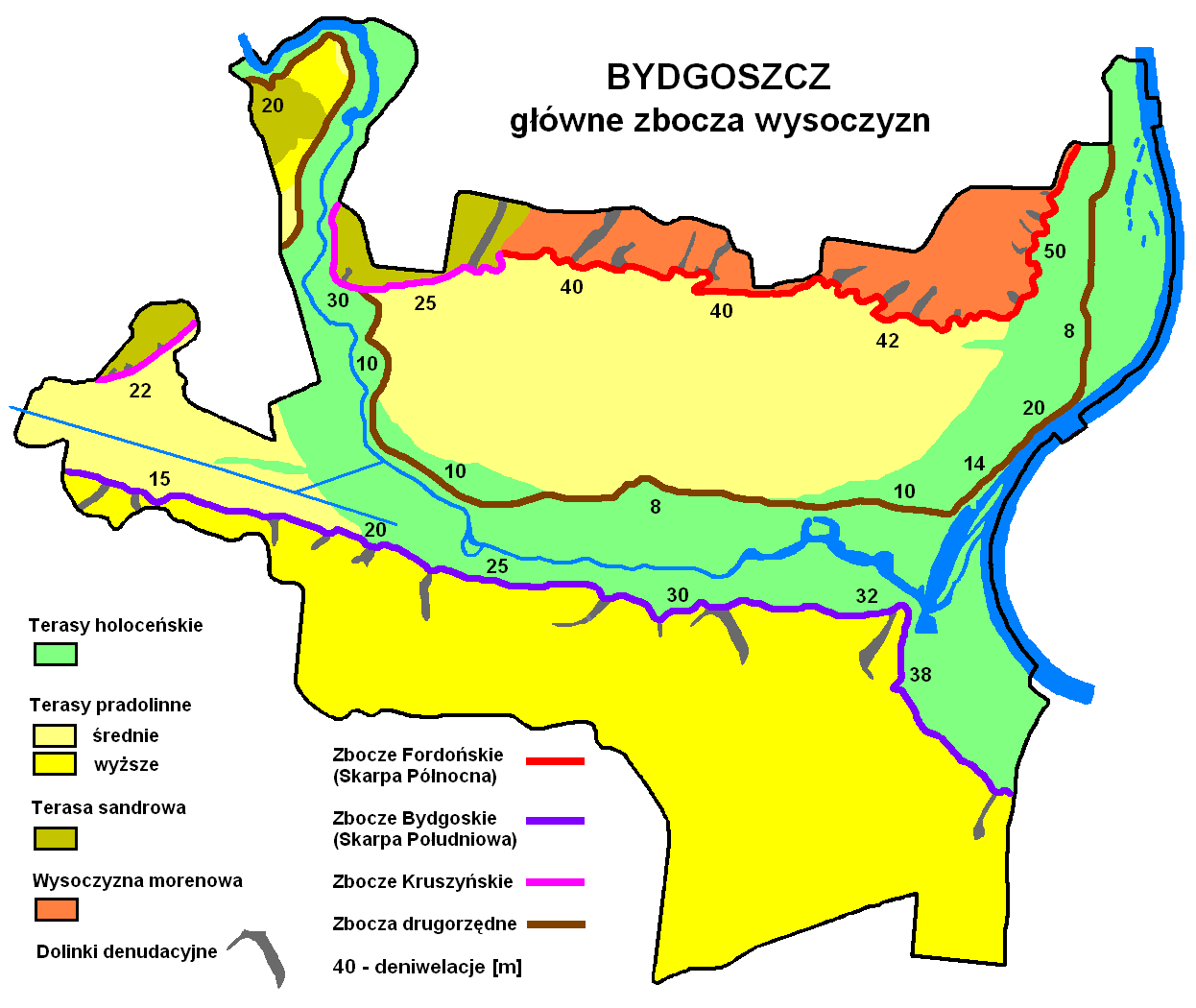
Położenie Zbocza Kruszyńskiego na mapie Bydgoszczy

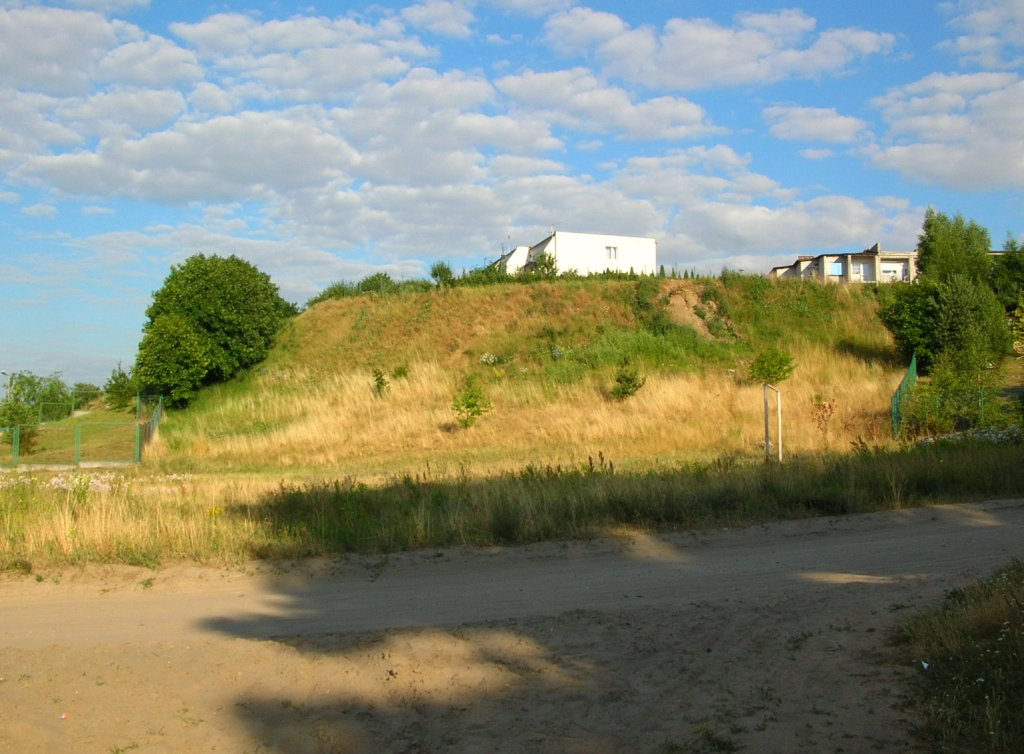
Zbocze Kruszyńskie na Osowej Górze

Zbocze Kruszyńskie (314.723) – mikroregion fizycznogeograficzny, stanowiący południową część mezoregionu Doliny Brdy.

## Położenie
Mikroregion obejmuje strefę zboczową sandru Brdy i pradoliny Noteci-Warty w rejonie Osowej Góry w Bydgoszczy i na zachód od miasta (rejon Pawłówka).

## Charakterystyka
Wysokości względne w obrębie Zbocza Kruszyńskiego osiągają 50 m, a przeciętnie wynoszą 20–30 m. Istotnym elementom rzeźby tego mikroregionu są dolinki o różnej długości, niektóre o charakterze wąwozów, o skomplikowanym rozwoju. Zwracają uwagę dwie dolinki (uchodzące do pradoliny w okolicach Pawłówka i Zielonczyna), które powstały prawdopodobnie w późnym glacjale z założeń rynnowych. Cechują się szerokim, płaskim zatorfionym dnem i dużą długością (ok. 3 km). Pozostałe dolinki powstały w holocenie i mają mniejszą długość.
Zbocze Kruszyńskie obejmuje zróżnicowany morfologicznie obszar. W większości są to zbocza wysokich teras erozyjnych (okolice Osowej Góry i Pawłówka), ale w strefie tej znajdowały się również fragmenty wysp morenowych (okolice Kruszyna, Zielonczyna). Tam właśnie deniwelacje dochodzą do 50 m. W rejonie wysp morenowych miąższość czwartorzędu dochodzi do 53 m, w tym glin morenowych zalegających na powierzchni do 16 m. Podłożem czwartorzędu są pstre iły plioceńskie.
Mikroregion jest dosyć silnie przekształcony przez użytkowanie rolnicze oraz zabudowę, głównie wiejską. W części wschodniej rozwinęła się zabudowa miejska Osowej Góry – osiedla w Bydgoszczy. Duże fragmenty strefy zboczowej są zalesione. Są to żyzne siedliska grądowe, o dużej wartości przyrodniczej. Fragment grądu objęty jest ochroną w leśnym rezerwacie przyrody „Kruszyn”. Duży udział mają również siedliska boru mieszanego. W dolinie koło Zielonczyna występują również na właściwych sobie siedliskach olsy. Południową granicą mikroregionu i zarazem mezoregionu Doliny Brdy jest podnóże zbocza, którym prowadzi trasa kolejowa Bydgoszcz – Nakło.

### Zagrożenie ruchami masowymi
Na podstawie „Mapy Zagrożeń Ruchami Masowymi Miasta Bydgoszczy” można stwierdzić, że Zbocze Kruszyńskie jest w średnim stopniu zagrożone ruchami masowymi. Skarpy wykształcone są przeważnie w glinach zwałowych z piaskami. Jedynie fragmenty wykształcone w iłach serii poznańskiej (na Osowej Górze) posiadają wysoki stopień zagrożenia obrywami, bądź osuwiskami. W związku z tym w pobliżu Zbocza może być prowadzona tylko ograniczona zabudowa, w bezpiecznej odległości od skarpy.

## Galeria

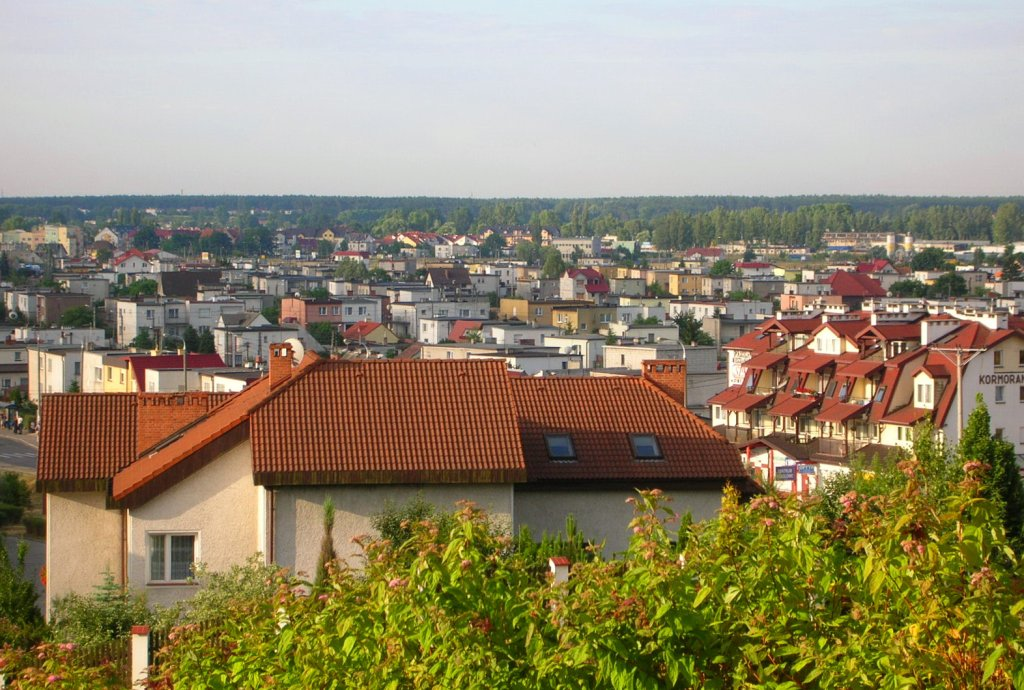
Widok ze Zbocza na dolny taras osiedla Osowa Góra
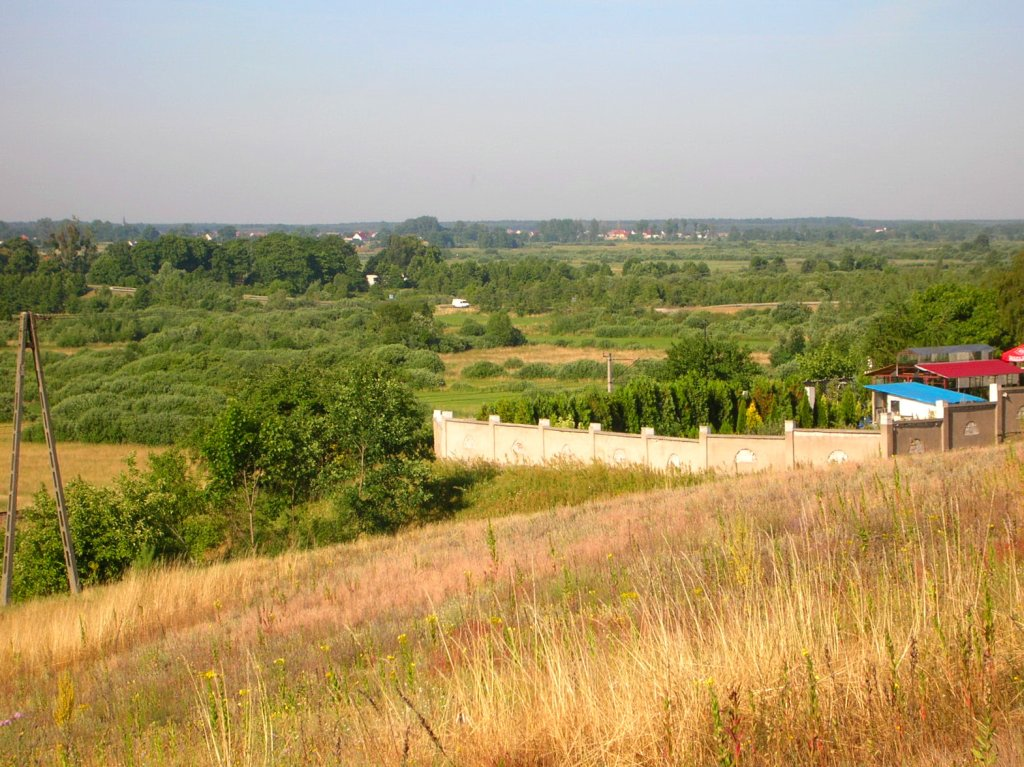
Widok ze Zbocza na Dolinę Kanału Bydgoskiego